# Alessandro Plizzari
Alessandro Plizzari (12. březen 2000, Crema, Itálie) je italský fotbalový brankář hrající za třetiligovou Pescaru.

## Kariéra

### Klubová
V šesti letech přišel do akademie Milán, a poté co se etabloval jako jeden z nejlepších talentů školy klubu (první hráč narozený ve dvacátých letech, který byl povolán v lize), byl v sezoně 2016/17 pozván do prvního týmu.
Poté byl poslán na hostování do druholigové Ternany. Dne 6. srpna 2017, ve věku 17 let, debutoval mezi profesionály, při zápasu italského poháru proti Trapani. V říjnu utrpěl zlomeninu na noze levé. Do konce sezony stihl ještě 19 zápasů, ale sestupu nezabránil.
Na sezónu 2018/19 se vrátil do Milána, kde byl čtvrtý brankář. Poté byl posílán na hostování a v létě roku 2022 byl prodán do Pescary.

### Reprezentační
V roce 2016 se zúčastnil s Itálií U17 Mistrovství Evropy ve fotbale hráčů do 17 let.
V roce 2017, pouhých 17 let byl umístěn do mužstva Itálie U20 pro MS 20. Byl vybrán do sestavy na utkání o 3. místo.
Dne 19. května 2018 obdržel prvně pozvánku do Itálie U21 na přátelské zápasy. Premiéru si odbyl 10. září 2019, když hrál v kvalifikační utkání proti Lucembursku.

## Přestupy
- z Milán do Pescara za 200 000 Euro

## Statistika
| Sezóna            | Klub              | Liga              | Liga   | Liga      | Ligové poháry | Ligové poháry | Ligové poháry | Kontinentální poháry | Kontinentální poháry | Kontinentální poháry | Celkem | Celkem    |
| Sezóna            | Klub              | Soutěž            | Zápasy | Obd. Góly | Soutěž        | Zápasy        | Obd. Góly     | Soutěž               | Zápasy               | Obd. Góly            | Zápasy | Obd. Góly |
| ----------------- | ----------------- | ----------------- | ------ | --------- | ------------- | ------------- | ------------- | -------------------- | -------------------- | -------------------- | ------ | --------- |
| 2016/17           | Milán             | Serie A           | 0      | 0         | IP+IS         | 0+0           | 0+0           | -                    | 0                    | 0                    | 0      | 0         |
| 2017/18           | Ternana           | Serie B           | 19     | 39        | IP            | 1             | 1             | -                    | 0                    | 0                    | 20     | 40        |
| 2018/19           | Milán             | Serie A           | 0      | 0         | IP+IS         | 0+0           | 0+0           | EL                   | 0                    | 0                    | 0      | 0         |
| 2019/20           | Livorno           | Serie B           | 21     | 40        | IP            | 0             | 0             | -                    | 0                    | 0                    | 21     | 40        |
| 2020/21           | Reggina           | Serie B           | 10     | 16        | IP            | 0             | 0             | -                    | 0                    | 0                    | 10     | 16        |
| 2021/22           | Milán             | Serie A           | 0      | 0         | IP            | 0             | 0             | LM                   | 0                    | 0                    | 0      | 0         |
| Celkem za Milán   | Celkem za Milán   | Celkem za Milán   | 0      | 0         | -             | 0             | 0             | -                    | 0                    | 0                    | 0      | 0         |
| 2022              | Lecce             | Serie B           | 3      | 3         | -             | 0             | 0             | -                    | 0                    | 0                    | 3      | 3         |
| 2022/23           | Pescara           | Serie C           | 30+5   | 29+7      | -             | 0             | 0             | -                    | 0                    | 0                    | 35     | 36        |
| 2023/24           | Pescara           | Serie C           | 38+2   | 55+5      | IP            | 1             | 6             | -                    | 0                    | 0                    | 41     | 66        |
| 2024/25           | Pescara           | Serie C           | 36+9   | 33+8      | -             | 0             | 0             | -                    | 0                    | 0                    | 45     | 42        |
| Celkem za Pescaru | Celkem za Pescaru | Celkem za Pescaru | 120    | 137       | -             | 1             | 6             | -                    | 0                    | 0                    | 121    | -143      |
| Celkově           | Celkově           | Celkově           | 173    | 235       | -             | 2             | 7             | -                    | 0                    | 0                    | 175    | 242       |

## Úspěchy

### Klubové
- vítěz 2. italské ligy (1x)

Lecce: 2021/22
- vítěz Italského superpoháru (1x)

Milán: 2016

### Reprezentační
- 2× na MS 20 (2017 - bronz, 2019)
- 1× na ME 21 (2021)